# Cima di Paina
Cima di Paina är en bergstopp i Schweiz.   Den ligger i kantonen Graubünden, i den sydöstra delen av landet, 160 km sydost om huvudstaden Bern. Toppen på Cima di Paina är 2 382 meter över havet, eller 58 meter över den omgivande terrängen. Bredden vid basen är 0,31 km.
Terrängen runt Cima di Paina är huvudsakligen mycket bergig. Närmaste större samhälle är Bellinzona, 14,3 km väster om Cima di Paina. 
I omgivningarna runt Cima di Paina växer i huvudsak blandskog. Runt Cima di Paina är det ganska tätbefolkat, med 207 invånare per kvadratkilometer.